# Richmond (Kentucky)
Richmond  è una città degli Stati Uniti d'America, capoluogo di contea della Contea di Madison, nello Stato del Kentucky.
Al censimento del 2000 possedeva una popolazione di 27 152 abitanti.